# Karen (argot)
Pour les articles homonymes, voir Karen.
Ne doit pas être confondu avec Karens.
Karen est un terme utilisé dans les pays anglophones pour désigner de manière péjorative une femme blanche d'âge mûr, de classe moyenne qui s’insurge de tout, veut « parler au directeur » et pouvant perpétuer un racisme systémique revendiquant des droits supérieurs aux autres. Le terme est vraisemblablement apparu en 2017,. Une Karen est généralement stéréotypée comme étant une femme ayant une coupe au carré, ou décoiffée, et des cheveux blonds, une soccer mom, appartenant à la génération X ou bien la génération Y demandant à parler aux directeurs de commerces de détail ou de restaurants pour se plaindre ou faire des demandes, ou des critiques sur la mode et la gastronomie.
Selon le New York Times, en 2020, Karen est devenue un « symbole de racisme et de privilège blanc ».
En 2020, le terme a été largement appliqué à une bande de femmes blanches qui avaient été filmées en train de harceler des personnes noires, latinos (hispanique), ou asiatiques, y compris en appelant les services d'urgence pour ces derniers sans raison criminelle,[source insuffisante].

## Origine
Les origines de ce terme ne sont pas connues et sont souvent débattues. Le terme Karen pourrait provenir du sketch The Friend That Nobody Likes, apparu pour la première fois sur l'album Retaliation de Dane Cook en 2005, où la fille la plus faible d'un groupe d'amis s’appelle Karen. Il pourrait également venir du film Lolita malgré moi, où le personnage de Karen est réprimandée pour avoir demandé à sa copine Cady comment elle peut « venir d'Afrique si elle est blanche ». Certains le considèrent comme une motivation juste pour la création du Black Twitter[pas clair] , une sous-culture en ligne composée en grande partie d'utilisateurs noirs sur le réseau social Twitter axé sur des questions d'intérêt pour la communauté noire, en particulier aux États-Unis et en Afrique du Sud. Selon certaines sources, le terme Karen serait un terme créé spécifiquement par les femmes noires pour parler des violences interpersonnelles et étatiques commises par les femmes blanches à l'encontre des Afro-Américaines et de la communauté noire. Le terme Karen a également été décrit comme provenant de femmes noires mais ayant été assimilé par des hommes blancs.

## Popularisation du terme en 2020

### Événements
Le 25 mai 2020, jour de la mort de George Floyd à Minneapolis, un promeneur du nom de Christian Cooper, se promenait à Central Park, à New York pour observer les oiseaux. Dans la partie boisée du parc baptisée The Ramble, les animaux de compagnie doivent obligatoirement être tenus en laisse. Il croise Amy Cooper (même patronyme mais aucun lien familial) et remarque que son chien n'était pas en laisse et courait librement, malgré l'exigence que les chiens dans cette partie du parc soient tenus en laisse selon le Central Park Conservancy, qui gère le parc sous contrat avec la ville. Il lui demande d'attacher son chien, comme le règlement du parc le prévoit. La femme refuse de l'écouter. Christian sort son téléphone et filme. Amy Cooper ordonne à l'homme d'arrêter de la filmer. Face au refus de Christian, celle-ci s'énerve et sort à son tour son téléphone pour appeler en disant : « j’appelle la police, je vais leur dire qu’un homme afro-américain menace ma vie ».
La vidéo de Christian Cooper commence avec Amy Cooper qui s'approche de lui, lui demande d'arrêter l'enregistrement et pointe son doigt sur son visage.
Le surnom Karen lui est donné par la sœur du promeneur, Melody Cooper, qui partage la vidéo en écrivant : « Quand les Karen baladent leur chien sans laisse ». Elle a été visionnée 45 millions de fois sur Twitter et cumule 5,7 millions de vues sur Facebook. Conspuée sur les réseaux sociaux, licenciée par son employeur, Amy Cooper est rapidement rebaptisée « Karen de Central Park ».
Outre son accusation abusive, selon le journaliste de Slate, François Oulac, les observateurs ne manquent pas de relever la façon dont elle appuie sur « homme afro-américain » dans la vidéo, « comme si elle savait ce qu'il se passerait pour Christian Cooper si les policiers intervenaient ».
Son ancien employeur, Franklin Templeton, a déclaré dans un communiqué publié sur Twitter qu'elle avait été licenciée, moins d'un jour après avoir annoncé qu'elle avait été mise en congé administratif.
Amy Cooper a été arrêtée le lundi 29 juin 2020, a été citée à comparaître à se présenter le 14 octobre 2020 au tribunal de Manhattan pour se voir signifier formellement son inculpation pour dénonciation de délit imaginaire. Passible, en cas de condamnation, d’une peine pouvant aller jusqu’à un an de prison, Amy Cooper a suivi un programme éducatif et thérapeutique de cinq sessions axé sur l'identité raciale permettant l'abandon des charges retenues contre elle.
Christian Cooper a déclaré qu'il trouvait le niveau d'attention de son interaction enregistrée avec la femme "un peu étonnant" et a également exprimé de l'empathie pour Amy Cooper.
Un autre incident est survenu fin juin à San Francisco, dans le quartier de Pacific Heights qui finira par populariser le surnom Karen. Alors que James Juanillo, un homme originaire des Philippines, a écrit « Black Lives Matter » sur sa propre maison pour soutenir les manifestants, un couple s’arrête vers lui pour lui demander s’il habite les lieux et est persuadé qu’il n’habite pas le quartier allant jusqu'à affirmer connaître les vrais locataires de sa propre maison et l'accuser de vandaliser une maison de leur quartier. James Juanillo filme l’altercation avec son téléphone portable, leur propose d’appeler la police. Le couple appellera la police hors caméra. Si les échanges restent calmes, les sous-entendus sont clairs. Lorsque les forces de l’ordre arrivent, ils reconnaissent James Juanillo et « n’ont même pas pris la peine de quitter leur véhicule »,,.
James Juanillo publiera la vidéo de l'altercation sur les réseaux sociaux, qui sera visionnée près de 18 millions de fois et suscitera des milliers de réactions. Face à l’ampleur de la situation, la passante prénommée Lisa Alexander, s’est confondue en excuses : « Je veux m’excuser directement auprès de M. Juanillo. Il n’y a pas assez de mots pour décrire à quel point je suis vraiment désolée de lui avoir manqué de respect. J’aurais dû m’occuper de mes propres affaires. Les dernières 48 heures m’ont appris que mes actions étaient celles de quelqu’un qui n’était pas conscient des dommages causés par l’ignorance et la naïveté des inégalités raciales. Quand je regarde la vidéo, je suis choquée et triste d’avoir agi comme je l’ai fait (…) Je ne savais pas à l’époque que mes actions étaient racistes (…) J’examine maintenant attentivement la signification du privilège blanc et je suis déterminée à sortir grandie de cette expérience ».
Lisa Alexander assure par ailleurs vouloir prendre un café avec James Juanillo pour se faire pardonner en personne et dialoguer. La diffusion de cette vidéo a coûté cher à Lisa Alexander, PDG d’une marque de cosmétiques, puisqu’elle a perdu l’un de ses partenaires d’affaires, Birchbox, qui a publié une déclaration sur son compte Instagram disant qu'il « a officiellement coupé les liens avec LaFace et condamne les actions de Lisa Alexander ». Non seulement, la société d'Alexander, LaFace Skincare, a mis son site Web hors ligne mais en plus le mari d'Alexander s'est fait licencier de l'entreprise où il travaillait.
Plus récemment, la signification du terme Karen s’est encore élargie et intègre celles qui refusent de porter un masque au nom de leur liberté.
L'expression est devenue si populaire qu'elle a dépassé les frontières d'internet. L'émission The Late Show with Stephen Colbert a repris la chanson Jolene de Dolly Parton pour demander aux Karen de bien vouloir porter un masque.
Pour Charlotte Recoquillon, la popularisation récente de ces deux figures doit beaucoup au contexte actuel : « Elles (Karen et Becky) sont devenues un adversaire désigné dans la lutte contre les oppressions. Il ne faut pas oublier que Donald Trump a été élu par le vote des femmes blanches ».
Elle déclare également que Amy Cooper n'est pas un cas isolé et que « Les États-Unis se sont construits sur l'esclavage et la propriété d'autres êtres humains. Ça ne s'efface pas en quelques décennies, conclut la chercheuse. Il y a un héritage historique, influencé par les lois Jim Crow, de ce que les Afro-Américains ont et n'ont pas le droit de faire. Les parents, les grands-parents de Becky et Karen ont vécu dans ces États-là. Becky et Karen ne savent pas qu'elles sont racistes, mais elles ont hérité de cette crainte de l'homme noir »,.

### La polémique «Calling all (nice) Karens»
En Nouvelle-Zélande et en Australie, l’enseigne Domino's Pizza avait lancé une offre pour les femmes qui s’appellent véritablement « Karen », appelée « Calling all (nice) Karens » mais elle a dû la retirer. Domino's Pizza a demandé aux personnes nommées Karen de dire à Domino en 250 mots comment elles étaient parmi les « gentils ».
Le directeur marketing de Domino en Australie, Allan Collins, a déclaré lors de la présentation de l'offre « Le nom ‘Karen’ est devenu synonyme de quiconque a le droit, est égoïste et aime se plaindre. Ce qui était autrefois un mème léger est devenu une véritable insulte pour quiconque s’appelle Karen. Eh bien, aujourd’hui, nous reprenons le nom de Karen. Chez Domino’s, nous voulons rassembler les gens et nous voulons célébrer tous les grands Karen en leur criant une pizza gratuite ! ».
L’offre a été immédiatement critiquée, beaucoup arguant que « la négativité [des] Karen » était un problème qui affectait principalement les « femmes blanches privilégiées » tandis que certains ont évoqué des incidents récents dans lesquels des femmes ont été accusées d’agir comme des « Karens ». D'autres encore ont demandé à l'entreprise de trouver des causes plus valables, comme donner aux « gens qui en ont réellement besoin... comme [ceux] qui sont sans abri et n'ont pas de sécurité alimentaire ».
Domino’s New Zealand a rapidement présenté ses excuses pour l’offre sur Facebook.
Il a dit simplement qu’il « voulait apporter un sourire aux clients qui font ce qu’il faut – Karen l’infirmière, Karen l’enseignante, Karen la maman ».
En revanche, Domino’s Australia, qui a mené la même campagne, n'a pas retiré l'offre, qui s'est terminé le vendredi 28 juillet 2020.
Domino’s Australia a déclaré : « Heureusement, la majorité des Australiens ont interprété le cadeau de la manière légère dont il était prévu et se sont amusés à taguer leurs amis et leur famille nommés Karen ».
La campagne australienne n’y a pas été perçue de la même manière qu'en Nouvelle-Zélande.

## Karen: un terme insultant?
Il y a eu débat sur la perception du terme « Karen » comme une insulte. Bien que le terme soit utilisé exclusivement de manière péjorative envers une personne d'une ethnie et d'un sexe spécifiques, certains soutiennent qu'il n'a pas le contexte historique pour être une insulte, et que considérer Karen comme une insulte raciste banalise la violence et la discrimination réelles. D'autres soutiennent que les cibles du terme ont un immense privilège, et que « une épithète qui n'a pas le pouvoir de discriminer n'est qu'une insulte ». Selon la journaliste britannique Hadley Freeman, l'utilisation du mème est moins la description d'un comportement qu'un contrôle visant à « dire aux femmes de se taire ».
La journaliste américaine Jennifer Weiner, écrivant pour le journal New York Times pendant la pandémie du COVID-19 , a déclaré que le mème avait réussi à la faire taire, disant qu'elle avait dû équilibrer son désir de se plaindre d'un homme voisin toussant en plein air, colportant et crachant sur le trottoir, avec sa peur d'être appelée Karen.
En avril 2020, la journaliste et féministe radicale Julie Bindel a demandé : « Est-ce que quelqu'un d'autre pense que l'insulte de Karen est une haine des femmes, basée sur des préjugés de classe ? ». Hadley Freeman répond : « Oui, c'est sexiste, âgiste et classiste, dans cet ordre ».
En mai 2020, Kaitlyn Tiffany, rédactrice de The Atlantic, a demandé : « Une Karen est-elle juste une femme qui fait quoi que ce soit qui agace les gens? Si oui, quel est l'équivalent masculin ? », affirmant que le mème était qualifié de misogyne. Dans le même mois, la journaliste d'investigation Nina Burleigh a écrit que les mèmes « ne sont que des excuses pour mépriser les femmes blanches d'âge moyen au hasard ».
Matt Schimkowitz, rédacteur en chef de Know Your Meme, a déclaré que le terme « a en quelque sorte pris le dessus sur toutes les formes de critique envers les femmes blanches en ligne ».
En août 2020, Helen Lewis a écrit dans The Atlantic, « Karen est devenue synonyme de femme parmi ceux qui considèrent la femme comme une insulte. Il y a maintenant un marché, mesuré en attention et approbation, pour quiconque peut flairer une Karen ».
Karen Numi, qui a écrit au Post pour exprimer ses frustrations, a déclaré qu'elle pensait que «l'utilisation du nom « Karen »… donne l'impression que toutes les personnes nommées Karen sont racistes. N'est-ce pas la définition du racisme ? ».
Lors de la campagne « Calling all (nice) Karens » de Domino's Pizza, en Nouvelle-Zélande et en Australie, des personnes ont contesté l'utilisation du terme Karen qu'ils pensent qu'en plus d'être une insulte, le terme Karen est raciste et misogyne puisqu’elle vise une catégorie de la population.
La chercheuse spécialiste des États-Unis Charlotte Recoquillon dit que « Penser que Karen et Becky sont des insultes racistes, c'est infondé et insupportable. Cela ne fait pas appel à la même histoire d'oppression et de racisme systémique. Cela n'a rien d'extraordinaire de créer des archétypes. On ne parle pas des individus mais des processus sociaux ».
En tout cas, selon New York Post, les Karens de la vraie vie, quant à elles, ne sont pas ravies de la nouvelle notoriété de leur nom.

## Dans la culture populaire
Dans les deux épisodes de la saison 25 The Streaming Wars de la série animée South Park, le personnage de Randy Marsh est appelé Karen par sa propre famille, par la police, les autres habitants, etc.
Il se transforme progressivement en Karen et est filmé plusieurs fois en train d’exiger de voir le directeur.